# Holzbunge
Holzbunge est une commune allemande de l'arrondissement de Rendsburg-Eckernförde, Land de Schleswig-Holstein.

## Géographie
Holzbunge se situe au pied des Hüttener Berge, au bord du Wittensee.
|                | Ahlefeld-Bistensee | Klein Wittensee |
| Alt Duvenstedt | Holzbunge          |                 |
|                | Neu Duvenstedt     | Bünsdorf        |

Holzbunge se trouve sur la Bundesstraße 203.